# Les Déserts
Les Déserts é uma comuna francesa na região administrativa de Auvérnia-Ródano-Alpes, no departamento de Saboia. Estende-se por uma área de 33,59 km². Em 2010 a comuna tinha 832 habitantes (densidade: 24,8 hab./km²).